# Токмакский район
Токма́кский райо́н (укр. Токмацький район) — упразднённая административная единица Запорожской области Украины. Административный центр — город Токмак, который в состав района не входил.

## География
Токмакский район располагался в центральной части Запорожской области.
С районом граничили:
Ореховский,
Васильевский,
Михайловский,
Мелитопольский,
Приазовский,
Черниговский,
Пологовский районы Запорожской области.

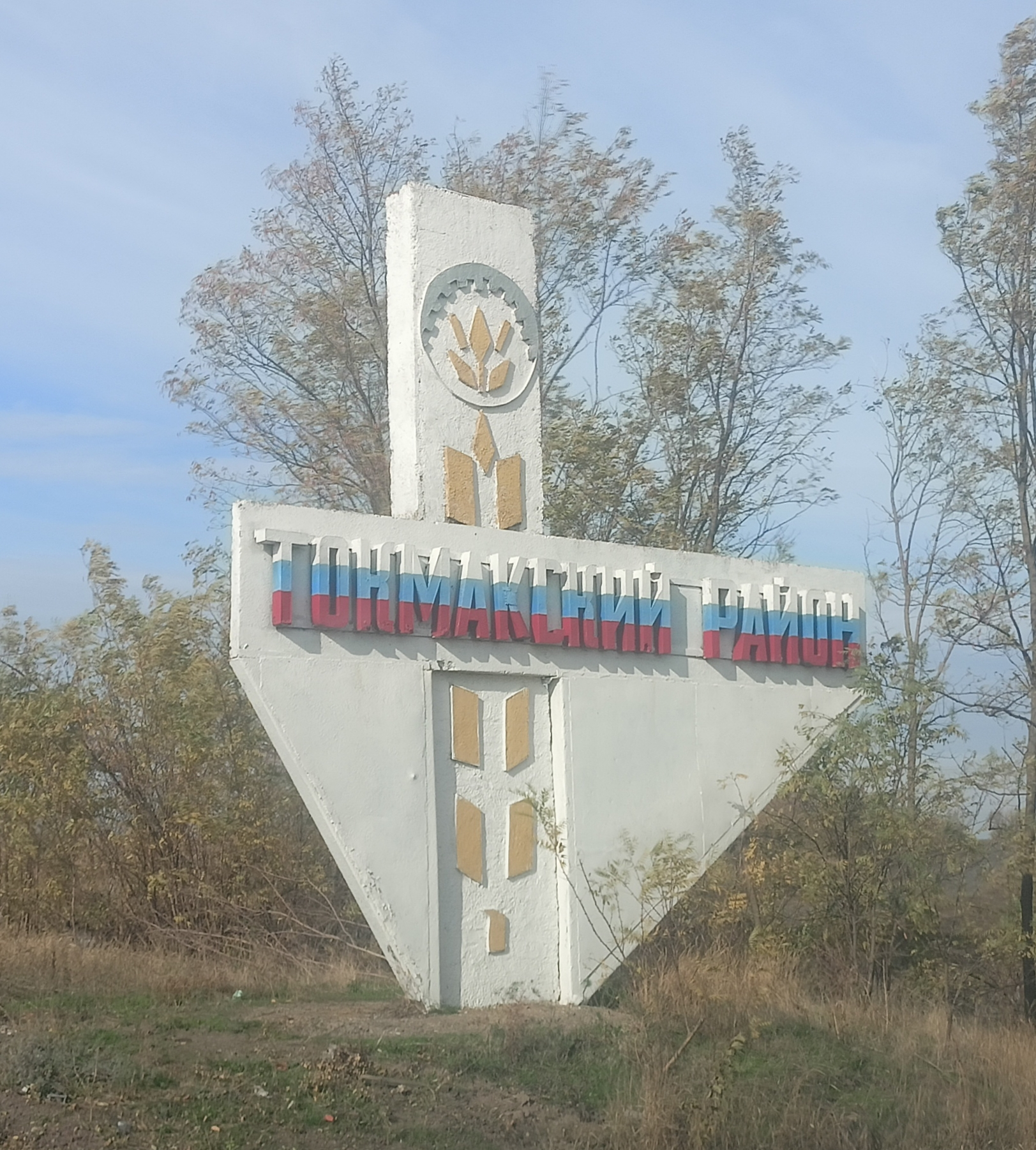
Стела на административной границе с Черниговским районом во время российской оккупации

Территория района занимала площадь 1440 км².
По территории района протекали реки:
Молочная,
Токмачка,
Чингул,
Курошаны,
Юшанлы,
Бегим-Чокрак,
Бандурка,
Карачекрак.

## История
- Токмакский район был создан в 1923 году и ликвидирован в 2020.

## Население
По данным переписи 2001 года, численность населения составляла 28 486 человек (из которых в городских условиях проживали 7 883, в сельских — 20 603), на 1 января 2013 года — 23 612 человек.

## Административное устройство
Район включал в себя:
| - Городских советов: 1 - Сельских советов: 12 | - Городов: 1 - Посёлков: 1 - Сёл: 55 |

### Местные советы[7]
| - Молочанский городской совет - Балковский сельский совет - Виноградненский сельский совет - Долинский сельский совет - Жовтневый сельский совет - Кировский сельский совет - Кохановский сельский совет | - Новенский сельский совет - Новониколаевский сельский совет - Новопрокоповский сельский совет - Остриковский сельский совет - Очеретоватский сельский совет - Таврийский сельский совет |

### Населённые пункты[8]
| с. Балково с. Благодатное с. Весёлое с. Виноградное с. Вишнёвое с. Гришино с. Грушевка с. Долина с. Заможное с. Запорожье с. Зелёный Гай пос. Зоряное с. Ивановка с. Ильченково с. Козолуговка | с. Коханое с. Курошаны с. Кутузовка с. Лагидное с. Левадное с. Луговка с. Любимовка с. Мирное с. Могутнее г. Молочанск с. Мостовое с. Новогоровка с. Новое с. Новолюбимовка с. Новониколаевка | с. Новопрокоповка с. Остриковка с. Очеретоватое с. Переможное с. Покровское с. Пшеничное с. Работино с. Ровное с. Роскошное с. Рыбаловка с. Садовое с. Светлое с. Скелеватое с. Сладкая Балка с. Снегуровка | с. Степовое с. Таврия с. Трудовое с. Ударник с. Украинка с. Урожайное с. Фабричное с. Харьково с. Червоногорка с. Черноземное с. Чистополье с. Шевченково |